# Zentropa
Zentropa, o Zentropa Entertainments, és una companyia cinematogràfica danesa fundada el 1992 pel director Lars von Trier i el productor Peter Aalbæk Jensen. Zentropa rep el nom de la companyia de trens Zentropa a la pel·lícula Europa (1991), que va iniciar la col·laboració entre von Trier i Jensen.

## Història
Ha produït més de 70 llargmetratges i s'ha convertit en la productora cinematogràfica més gran d'Escandinàvia. Posseeix diverses empreses filials a Europa. Zentropa també és responsable de crear un gran complex d'estudis anomenat Filmbyen (Film City), on es troben tant Zentropa com moltes altres empreses relacionades amb el cinema.
Zentropa pot ser més coneguda per crear el moviment Dogma 95, que va donar lloc a pel·lícules tan aclamades com Idioterne (1998), Festen (1998) i Mifunes sidste sang (1999).

El 1998, von Trier va fer història fent que la seva empresa Zentropa fos la primera companyia cinematogràfica convencional del món a produir pel·lícules pornogràfiques hardcore sota la divisió Puzzy Power. Tres d'aquestes pel·lícules, Constance (1998), Pink Prison (1999) i la crossover All About Anna (2005), es va fer principalment per a un públic femení i va tenir un gran èxit a Europa, i les dues primeres van ser els responsables directes de la legalització de la pornografia a Noruega el març de 2006.
La iniciativa de Zentropa va encapçalar una onada europea de pel·lícules pornogràfiques per a dones de directors com Anna Span, Erika Lust i Petra Joy, mentre que l'empresa de von Trier, Zentropa, es va veure obligada a abandonar l'experiment. a causa de la pressió dels seus socis comercials anglesos. El juliol de 2009, la revista femenina Cosmopolitan va classificar Pink Prison com a número 1 en el seu Top Five del millor porno femení, anomenant-la el "model a seguir per la nova generació porno".
In July 2009, women's magazine Cosmopolitan ranked Pink Prison as No. 1 in its Top Five of the best women's porn, calling it the "role model for the new porn-generation".

## Acusacions d’ssetjament sexual
El novembre de 2017, arran del moviment Me Too, nou dones, totes elles antigues empleades de Zentropa, van parlar d'una cultura d'abús "infiltrada" a l'estudi. Algunes de les entrevistades van dir que el seu tractament els havia portat a deixar de treballar en la indústria cinematogràfica. Jensen, el cofundador de l'empresa, va ser acusat específicament de conducta sexual indeguda i es va apartar de les operacions. Una nota interna deia que ja no exerciria "influència en el lideratge diari de l'empresa [i] no participarà en cap reunió de direcció". Segons von Trier, Jensen va renunciar i fou nomenat Anders Kjaerhauge com a conseller delegat de Zentropa quan van sortir a la llum les noves denúncies d'assetjament del primer.

## Premis
Zentropa va guanyar molts premis i nominacions de cerimònies locals, com ara Robert i Bodil, així com dos Oscar a la millor pel·lícula de parla no anglesa per En un món millor i Una altra ronda, ambdues van ser dirigides pels aclamats competidors de Dogma 95 Susanne Bier i Thomas Vinterberg.